# Timur Oruz
Timur Oruz (27 de outubro de 1994) é um jogador de hóquei sobre a grama alemão, medalhista olímpico

## Carreira
Timur Oruz integrou o elenco da Seleção Alemã de Hóquei Sobre Grama, nas Olimpíadas de 2016, conquistando a medalha de bronze.